# Dipartimento di Ancasti
Il dipartimento di Ancasti è un dipartimento argentino, situato nella parte meridionale della provincia di Catamarca, con capoluogo Ancasti.

## Geografia fisica
Esso confina con i dipartimenti di El Alto, La Paz, Capayán e Valle Viejo.

## Società

### Evoluzione demografica
Secondo il censimento del 2001, su un territorio di 2412 km², la popolazione ammontava a 3 082 abitanti, con un aumento demografico del 18,63% rispetto al censimento del 1991.

## Amministrazione
Nel 2001 il dipartimento è composto dal solo comune di Ancasti.